# Уолберг, Донни
До́нальд Э́дмонд Уо́лберг-мла́дший (англ. Donald Edmond Wahlberg, Jr.; род. 17 августа 1969, Дорчестер (Массачусетс)) — американский певец, актёр, композитор и продюсер. Участник некогда популярной группы New Kids on the Block и старший брат актёра Марка Уолберга. Известен по ролям в фильмах «Шестое чувство», в фильмах «Пила» 2—4 в роли детектива Эрика Мэтьюза, а также в сериалах «Братья по оружию» и «Голубая кровь» (2010—2024).

## Ранняя жизнь
Родился 17 августа 1969 года в Дорчестере, в окрестностях Бостона (Массачусетс). Он был восьмым из девяти детей в семье, братья и сестры: Артур, Джим, Пол, Роберт, Трейси, Мишель, Дебби и младший — Марк. Мать, Альма Элейн (в девичестве Доннели), была банковским служащим и помощницей медсестры, а отец, Дональд Эдмунд Уолберг старший, работал водителем грузовика. Дед по отцовской линии был шведских кровей, в то время как остальные родственники — ирландцы.
Уолберг занялся музыкой рано, с первого класса. В средней школе он посещал курсы молодых художников и увлёкся театром, выступлениями, написанием сценариев и режиссурой.

## Карьера
Уолберг известен как участник бойз-бэнда New Kids on the Block.
Первая актерская роль Уолберга в кино была в фильме 1996 года «Пуля» с Микки Рурком и Тупаком Шакуром. Также в 1996 году он сыграл роль похитителя в фильме «Выкуп» вместе с Мелом Гибсоном. Он вернулся в свой родной город, чтобы сыграть главную роль в фильме "Саути", снятом в Южном Бостоне. Уолберг привлек внимание к своей роли в фильме 1999 года "Шестое чувство", сыграв пациента персонажа Брюса Уиллиса в первой части.
В 2001 году Уолберг снялся в роли второго лейтенанта Карвуда Липтона в телевизионном мини-сериале «Братья по оружию». Он также снялся в драматическом сериале NBC «Бумтаун» 2002-2003 годов в роли Джоэла Стивенса, детектива полиции Лос-Анджелеса. В 2003 году Уолберг снялся вместе с Тимоти Олифантом, Джейсоном Ли и Дэмианом Льюисом в роли Даддитса в адаптации Уильяма Голдмана и Лоуренса Касдана книги Стивена Кинга «Ловец снов» о вторжении инопланетян. В 2005 году он снялся в роли детектива Эрика Мэтьюса во второй части сериала «Пила». Он повторил роль в фильмах «Пила 3» в 2006 году и «Пила 4» в 2007 году, также появившись в фильме «Пила 5» в 2008 году на архивных кадрах из предыдущих фильмов.
В 2006 году он сыграл лейтенанта-коммандера Бертона в военной/боксерской драме «Поединок». В сентябре 2006 года он сыграл главную роль в телевизионной драме «Беглец» на канале CW. Сериал отменили в октябре 2006 года из-за низких рейтингов. В 2007 году он снялся в телевизионном фильме «Короли Саут-Бич» на канале A&E. Также в 2007 году он снялся в телесериале «Точка убийства».
В 2008 году Уолберг появился в фильме «Право на убийство» и в фильме «Что тебя не убивает».
В 2021 году он работал над пятым сезоном сериала «Певец в маске» в роли петуха Клудл-Ду.

## Личная жизнь
Уолберг женился на Кимберли Фей 20 августа 1999 года, у них родились двое сыновей. Они подали на развод 13 августа 2008 года, сославшись на непримиримые разногласия. В июле 2013 года издание Us Weekly сообщило, что он встречался с актрисой и комиком Дженни Маккарти. Они объявили о своей помолвке 16 апреля 2014 года и поженились 31 августа 2014 года в отеле Baker в Сент-Чарльзе, штат Иллинойс.
На президентских выборах в США в 2016 году поддерживал кандидатуру Марко Рубио.

## Фильмография
| Год       |    | Русское название       | Оригинальное название | Роль                           |
| --------- | -- | ---------------------- | --------------------- | ------------------------------ |
| 1996      | ф  | Пуля                   | Bullet                | Шелби «Биг Боллс» Хорн         |
| 1996      | ф  | Выкуп                  | Ransom                | Кабби Барнс                    |
| 1999      | тф | Чистилище              | Purgatory             | Билли Кид                      |
| 1999      | ф  | Шестое чувство         | The Sixth Sense       | Винсент Грей                   |
| 2000      | с  | Практика               | The Practice          | Патрик Руни                    |
| 2001      | с  | Братья по оружию       | Band of Brothers      | второй лейтенант Карвуд Липтон |
| 2003      | ф  | Ловец снов             | Dreamcatcher          | Дуглас «Даддитс» Кэвелл        |
| 2005      | ф  | Пила 2                 | Saw II                | детектив Эрик Мэтьюз           |
| 2006      | ф  | Пила 3                 | Saw III               | детектив Эрик Мэтьюз           |
| 2006      | с  | Беглецы                | Runaway               | Пол Рейдер                     |
| 2006      | ф  | Поединок               | Annapoli              | лейтенант-коммандер Бертон     |
| 2007      | ф  | Мёртвая тишина         | Dead Silence          | детектив Джим Липтон           |
| 2007      | ф  | Пила 4                 | Saw IV                | детектив Эрик Мэтьюз           |
| 2008      | ф  | Что тебя не убивает    | What Doesnt Kill You  | детектив Моран                 |
| 2008      | ф  | Право на убийство      | Righteous Kill        | детектив Теодор «Тед» Райли    |
| 2010—2024 | с  | Голубая кровь          | Blue Bloods           | детектив Дэниел «Дэнни» Рейган |
| 2011      | ф  | Мой парень из зоопарка | Zookeeper             | Шейн                           |
| 2016      | с  | Более полный дом       | Fuller House          | в роли самого себя             |
| 2017      | с  | Возвращение Мака       | Return of the Mac     | в роли самого себя             |